# Supazin Hnupichai
Supazin Hnupichai (thailändisch สุพศิน หนูพิชัย; * 23. Mai 1997), auch als P ist ein thailändischer Fußballspieler.

## Karriere
Supazin Hnupichai erlernte das Fußballspielen in der Schulmannschaft des stand Bangkok Christian College. 2018 stand er im Tor des Viertligisten Dome FC. Der Verein spielte in der Bangkok Region der Liga. 2019 wechselte er zum Erstligisten Chainat Hornbill FC. Hier spielte er für die B-Mannschaft. Das B-Team aus Chainat spielte in der vierten Liga, der Thai League 4. Hier trat das Team in der Western Region an. Nach neun Viertligaspielen wechselte er 2020 zum ebenfalls in der vierten Liga spielenden STK Muangnont FC. Der Verein aus der Provinz Ayutthaya spielte in der Bangkok Region. Nach dem zweiten Spieltag wurde die Liga wegen der COVID-19-Pandemie unterbrochen. Während der Unterbrechung wurde vom thailändischen Verband beschlossen, nach Wiederaufnahme des Spielbetriebs die dritte- und die vierte Liga zusammenzulegen und in sechs Regionen einzuteilen. Nach Wiederaufnahme spielte der Verein in der Bangkok Metropolitan Region der dritten Liga. Nach zwei Spielzeiten wechselte er im Juni 2022 zu dem in der North/Eastern Region spielenden Drittligisten Mahasarakham FC. Am Ende wurde er mit dem Verein aus Maha Sarakham Meister der Region. In den Aufstiegsspielen zur zweiten Liga konnte man sich jedoch nicht durchsetzen. Nach einer Spielzeit wechselte er im Juli 2023 in die erste Liga. Hier schloss er sich in Sukhothai dem Sukhothai FC an. Sein Erstligadebüt gab Hnupichai am 6. April 2025 (28. Spieltag) im Heimspiel gegen Buriram United. Bei der 2:1-Heimniederlage stand er in der Startelf und spielte die kompletten 90 Minuten.

## Erfolge
Mahasarakham FC
- Thai League 3 – North/East: 2022/23